# Collectors’ Items
Collectors’ Items ist ein Jazzalbum von Miles Davis. Es enthält Material aus zwei verschiedenen Studiosessions von 1953 und 1956, darunter die letzten gemeinsamen Aufnahmen mit Charlie Parker; es war auch die einzige Studiobegegnung von Parker und Sonny Rollins. Die LP erschien 1956 bei Prestige Records.

## Hintergrund der Aufnahmen
Collectors’ Items vereint zwei Sessions des Trompeters aus zwei verschiedenen Werkphasen; auf der ersten Session spielte Davis am 30. Januar 1953 die Titel Compulsion, The Serpent’s Tooth (zwei Takes) und erstmal den Thelonious-Monk-Klassiker ’Round About Midnight ein. Sie fanden zwischen Davis erster Blue-Note-Session (Mai 1952, Miles Davis Volume 1) und seinen Aufnahmen mit Al Cohn/Zoot Sims (Miles Davis and Horns) einen Monat später statt. Neben Sonny Rollins und Charlie Parker (den die Plattenfirma aus vertragsrechtlichen Gründen auf dem LP-Cover als „Charlie Chan“ bezeichnete) spielte Miles Davis mit Walter Bishop junior (Piano), Percy Heath (Bass) und Philly Joe Jones (Schlagzeug); letzterer sollte dann 1955 zur Rhythmusgruppe des ersten Miles-Davis-Quintetts (mit John Coltrane) gehören. Miles Davis äußerte sich zu der Studio-Begegnung mit Parker in seiner Autobiografie:
„Das Jahr 1953 begann für mich ganz gut. Ich machte eine Platte für Prestige mit Sonny Rollins (der wieder aus dem Gefängnis raus war) [und] Bird. […] Er hatte mit dem Drücken aufgehört, denn seitdem Red Rodney verhaftet und wieder ins Gefängnis nach Lexington gesteckt worden war, dachte Bird, die Polizei würde ihn beobachten. Anstelle seiner Riesendosis Heroin trank er jetzt wahnsinnige Mengen an Alkohol. Ich weiß noch, daß er bei der Probe mehr als einen Liter Wodka runterkippte und als der Toningenieur das Band laufen ließ, war Bird schon völlig weggetreten.“
Miles Davis berichtete weiter, dass ihn Parker „wie seinen Sohn oder wie ein Mitglied seiner Band“ behandelte. Als dann Parker bei der Session einschlief und ihn Produzent Ira Gitler auf die schlechte Qualität der bisherigen Aufnahmen ansprach, wollte Miles Davis entnervt das Aufnahmestudio verlassen. Als dies Parker zur Kenntnis nahm, gelang es, die Session zu einem zufriedenstellenden Abschluss zu bringen.
Die zweite auf der LP enthaltene Session entstand am 16. März 1956, also kurz nachdem Davis bereits erste Aufnahmen mit seinem ersten Quintett im November 1955 gemacht hatte (Miles: The New Miles Davis Quintet). Bei der März-Session 1956 spielte Miles jedoch erneut (und letztmals) mit Sonny Rollins; die Rhythmusgruppe bildeten Tommy Flanagan (Piano), Paul Chambers (Bass) und Art Taylor (Schlagzeug). Bei der Session im Studio von Rudy Van Gelder in Hackensack (New Jersey) entstanden drei Titel In Your Own Sweet Way, eine (gerade veröffentlichte) Komposition von Dave Brubeck und die Davis-Eigenkompositionen Vierd Blues und No Line. Nach Angaben von Ira Gitler in den Original-Liner Notes war die Session von 1953 das zweite Mal, dass Charlie Parker auf einem Tenorsaxophon spielte, außerdem das einzige Mal, dass er mit Sonny Rollins zusammen aufnahm. Für Parker stellte Collectors’ Items eine posthume Veröffentlichung dar; die LP erschien ein Jahr nach Parkers Tod im März 1955.

## Titelliste

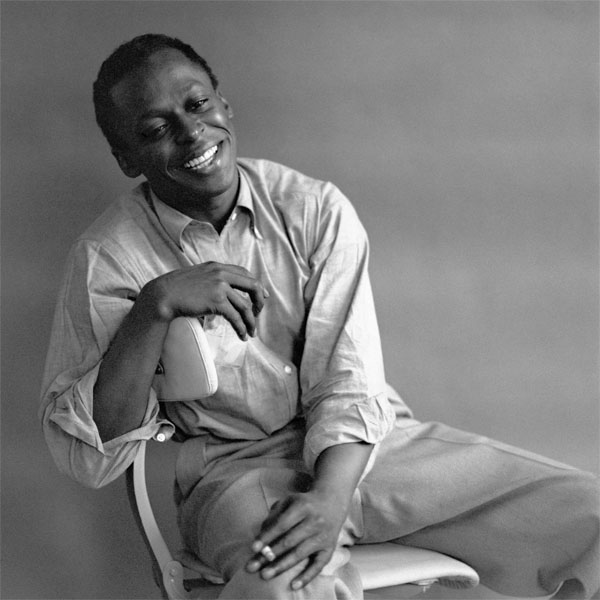
Davis Mitte der 1950er Jahre

- Miles Davis: Collectors’ Items (Prestige PRLP 7044)
  - A1 Serpent’s Tooth [Take 1] (Davis) – 7:08
  - A2 Serpent’s Tooth [Take 2] (Davis) – 6:24
  - A3 ’Round Midnight (Cootie Williams/Monk) – 7:12
  - A4 Compulsion (Davis) – 5:53
  - B1 No Line (Davis) – 5:48
  - B2 Vierd Blues (Davis) – 7:00
  - B3 In Your Own Sweet Way (Brubeck) – 4:40

## Rezeption
Peter Wießmüller lobte die beiden kompositorischen Beiträge von Miles Davis auf der ersten Session; sie „verbinden geschickt eine coole Formgestaltung mit der improvisatorischen Leidenschaft des Bebop.“ Während Parkers Beiträge auf dem für ihn ungewohnten Tenorsaxophon „äußerst unglücklich“ ausfielen, präsentierten sich Miles Davis und Sonny Rollins mit vitaler Ausstrahlung im hektischen Compulsion und der experimentell angelegten Nummer The Serpent’s Tooth. Wißemüller hebt auch den großen Rückhalt des erstmals in einer Davis-Combo verpflichteten Philly Joe Jones hervor.
Sich zur zweiten Session im Jahr 1956 äußernd, lobt der Autor das konzentrierte Harmon-Mute-Dämpferspiel des Trompeters im Up-Tempo in der Bluesnummer No Line, die stimmungsvollen Improvisationen in Brubecks In Your Own Sweet Way sowie Rollins’ gelungenes Spiel im Medium-Tempo im Vierd Blues, das „sein voll entwickeltes Talent zur melodischen Gestaltung“ zeige. „In ähnlicher Absicht wie Miles baut er paraphrasische Läufe auf rhythmischen Variationen auf, in denen die Pausenverschiebung ein zentrales Stilelement darstellt.“
Der Rough Guide:Jazz (2004) merkte an, dass Sonny Rollins in besserer Form als Charlie Parker gewesen sei.
Scott Yanow vergab an das Album im Allmusic vier (von fünf) Sterne und meinte, dass dieser Set seinem Titel mit interessanten Sessions gerecht werde; die Höhepunkte des Albums seien No Line, Vierd Blues, In Your Own Sweet Way sowie die (in der erweiterten CD-Version enthaltenen) Titel Nature Boy und There's No You (von der Mingus/Davis-Session 1955, erschienen auf Blue Moods) Yanow kam zum Resümee: It's classic if often overlooked music from a variety of immortal jazzmen.